# 吉野誠
吉野 誠（よしの まこと、1977年11月19日 - ）は、埼玉県大宮市（現：さいたま市見沼区）出身の元プロ野球選手（投手）。左投左打。
2014年からは阪神タイガースのスカウトを務めている。

## 経歴

### プロ入り前
埼玉県さいたま市見沼区出身。大宮東高では投手の2本柱として2年秋の県大会優勝で関東大会では準々決勝で先発したが途中降板してコールド負け。3年夏の埼玉大会では準決勝で延長10回完投勝利で決勝は登板せずに惜敗で準優勝。高校卒業後は日本大学に進学。東都大学リーグでは2年秋にエースとして2部リーグで2試合さらには3試合連続先発などの活躍で優勝すると入替戦では東洋大を相手に先発3連投して勝利、1部リーグ昇格に貢献して2部リーグMVP、最優秀投手。1部通算38試合登板し14勝15敗、防御率2.24、192奪三振。
1999年度NPBドラフト会議にて阪神タイガースから2位指名を受け、契約金1億円、年俸1300万円（金額は推定）という条件で入団。背番号は21。

### 阪神時代
入団時はオーバースローで2000年3月31日の横浜ベイスターズ戦（横浜スタジアム）の5回裏に3番手でプロ初登板を果たし、1回0/3を無失点に抑えた。9月28日の中日ドラゴンズ戦で（ナゴヤドーム）でプロ初先発を果たすも、4回5失点で敗戦投手となった。同年は34試合に登板、防御率3.99で勝ち星は挙げられなかった。
2001年は15試合の登板に終わった。
2002年にサイドスローへ転向が契機となり、また投手コーチの佐藤義則に鍛えられ、この年は35試合に登板し、防御率1点台という投球を見せた。
2003年4月13日の読売ジャイアンツ戦（東京ドーム）でプロ初勝利を挙げた。これ以降安藤優也、ジェフ・ウィリアムスとともに中継ぎでフル回転し、チーム最多の56試合に登板し、チームを18年ぶりのリーグ優勝に貢献した。この年の福岡ダイエーホークスとの日本シリーズでは7試合中6試合に登板。全ての試合で無失点に抑え、第3戦では勝利投手になった。
2004年は23試合の登板に終わった。4月7日の横浜戦で8回裏に8失点を喫した際に投じた1イニング64球は日本記録である。
2005年は藤川球児や久保田智之の台頭で登板機会はさらに減り、12試合の登板に終わった。
2006年は背番号を47へ変更したが、シーズン初登板が8月26日の読売ジャイアンツ戦となった。この年は8試合の登板で9月2日の横浜戦でプロ初セーブを挙げた。
2007年も7試合の登板に終わった。同年のシーズンオフに濱中治と共に阿部健太・平野恵一と2対2のトレードでオリックス・バファローズへ移籍。12月3日付でオリックスの支配下選手に登録された。阪神時代の同僚でオリックスでも再び同僚となる北川博敏とは、高校からの学歴やドラフト2位での阪神入団といった経歴が共通している。

### オリックス時代

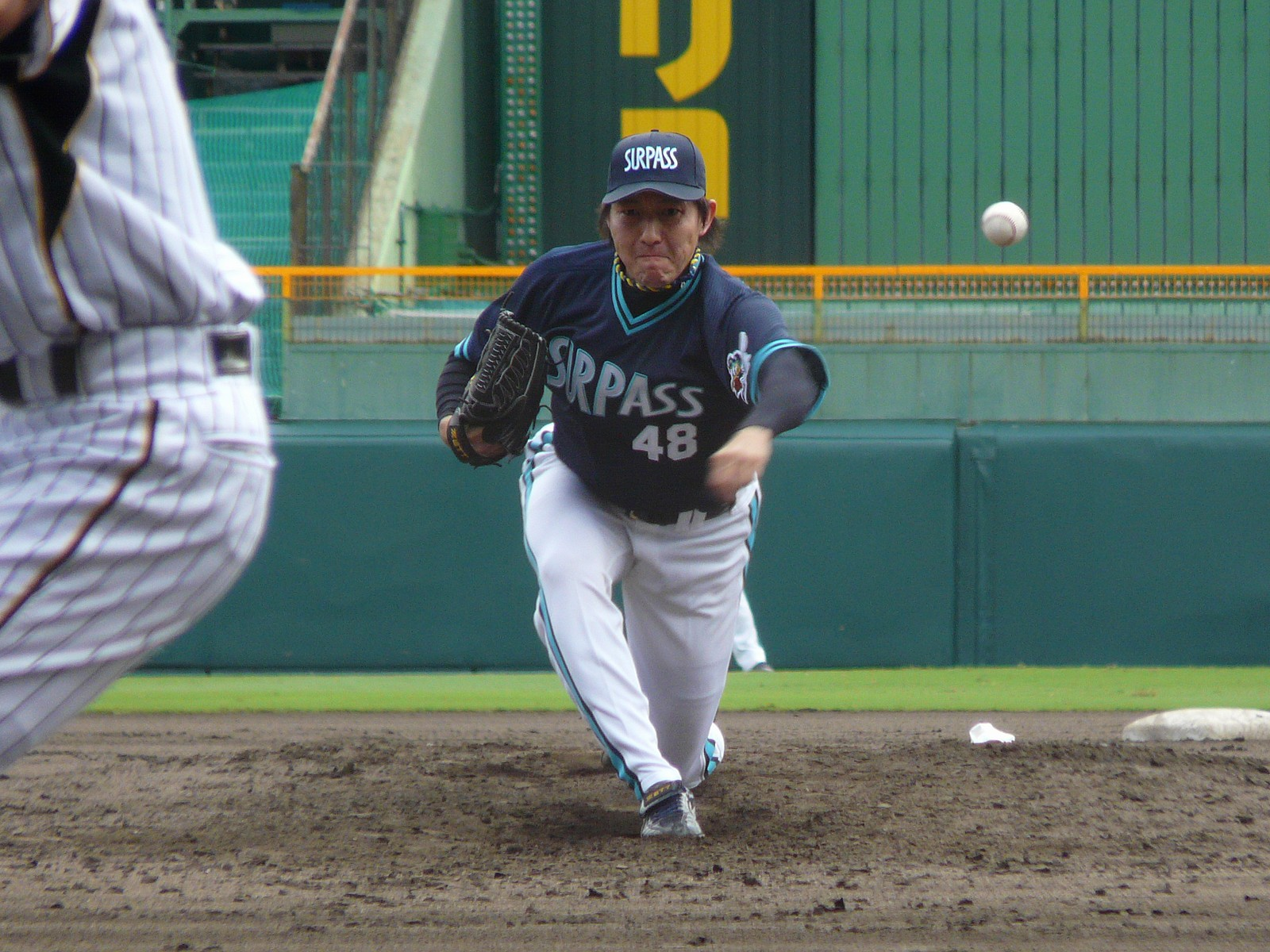
オリックス二軍＝サーパス時代（2008年9月3日　阪神甲子園球場）

2008年は左の中継ぎとして43試合に登板した。セ・パ交流戦初戦の5月20日、対阪神戦（京セラドーム大阪）で3点ビハインドの7回表からリリーフ登板すると、打者4人を完璧に抑えた。すると、その裏に一輝のプロ初打点となる決勝打など打線が一挙4得点を奪って逆転し、古巣から移籍後初勝利を挙げ、これが5年ぶりの白星となる通算2勝目ともなった。7月29日の埼玉西武ライオンズ戦では、1球敗戦投手となっている。
2009年5月10日の対北海道日本ハムファイターズ戦（札幌ドーム）で、岸田護の戦線離脱に伴い、2001年5月29日の対広島東洋カープ戦以来8年ぶりに先発を務めたが、1回1/3を6失点（自責点3）で敗戦投手となった。この年はわずか12試合の登板にとどまり、防御率7.50に終わった。
2010年は阪神時代の恩師である岡田彰布が監督に就任し、ユニフォームは違えど3年ぶりに一緒の球団となった。4月24日の西武戦で1回自責点1、その後4月28日、4月29日の日本ハム戦では2試合連続ワンポイントリリーフで四球を出すという失態を犯し登録抹消。5月29日のヤクルト戦に再び登板するも0回1/3で自責点4点と打ち込まれ、2度目の登録抹消。その後は一軍昇格することなく前年度を下回る4試合登板に終わった。
2011年は、6月29日に一時登録抹消されたのを除いては、リリーフとして1年を通じて一軍で登板した。開幕当初は敗戦処理だったが対左打者でのワンポイントリリーフなどをこなし、移籍後最多となる自身8年ぶりとなる50試合に登板して自己最多の12ホールド、防御率は1.19を記録した。また、50試合登板した中継ぎとしては与四球はわずか3つで与四球率0.89と、制球力が改善された。
2012年も開幕一軍で左の中継ぎとして登板し、5月1日の対ロッテ戦ではアーロム・バルディリスの逆転サヨナラ2点本塁打により4年ぶりの勝利投手となる。翌2日も同点の場面で登板して無失点に抑えると、味方打線の援護で2日連続で勝利投手となり、この2日間で過去12年で挙げたのと同数の白星を挙げた。また、試合後にプロ13年目にして初のお立ち台にも上がっている。前半戦は左の中継ぎとして登板してきたが、連投過多からか調子を落としていき、7月16日に登録抹消。9月15日に一軍復帰してからは7試合を無失点に抑えた。この年は40試合に登板したが、防御率は3.05と前年より悪化した。
2013年は開幕戦で救援に失敗すると、3月30日に登録を抹消され、その後は公式戦での登板の機会がなかった。

### ソフトバンク時代
2013年7月25日に、甲藤啓介との交換トレードで福岡ソフトバンクホークスへ移籍。甲藤の付けていた背番号48を継承したが、移籍後も一軍での登板機会がないまま、10月9日に球団から戦力外通告を受けた。

### 引退後
ソフトバンクからの戦力外通告後は、関東地区担当のスカウトに欠員が生じた古巣の阪神から、後任扱いでスカウト就任の打診を受けたことを機に現役引退を決意。その結果、2014年1月1日付で阪神の関東地区担当スカウトに就任。2017年のNPBドラフト会議では、就任後初めて、担当選手（髙橋遥人、島田海吏、石井将希）の指名と入団に漕ぎ着けた。その他の主な担当スカウトは2023年のドラフト1位下村海翔などがいる。

## 選手としての特徴
サイドスローから繰り出す曲がりの大きなスライダー、カーブ、シュートを武器に左のワンポイントリリーフとして活躍した。

## 詳細情報

### 年度別投手成績
| 年 度      | 球 団      | 登 板 | 先 発 | 完 投 | 完 封 | 無 四 球 | 勝 利 | 敗 戦 | セ 丨 ブ | ホ 丨 ル ド | 勝 率 | 打 者 | 投 球 回 | 被 安 打 | 被 本 塁 打 | 与 四 球 | 敬 遠 | 与 死 球 | 奪 三 振 | 暴 投 | ボ 丨 ク | 失 点 | 自 責 点 | 防 御 率 | W H I P |
| ---------- | ---------- | ----- | ----- | ----- | ----- | -------- | ----- | ----- | -------- | ----------- | ----- | ----- | -------- | -------- | ----------- | -------- | ----- | -------- | -------- | ----- | -------- | ----- | -------- | -------- | ------- |
| 2000       | 阪神       | 34    | 2     | 0     | 0     | 0        | 0     | 4     | 0        | --          | .000  | 178   | 38.1     | 43       | 2           | 20       | 0     | 3        | 29       | 4     | 2        | 20    | 17       | 3.99     | 1.64    |
| 2001       | 阪神       | 15    | 1     | 0     | 0     | 0        | 0     | 1     | 0        | --          | .000  | 78    | 19.2     | 20       | 5           | 1        | 0     | 1        | 13       | 0     | 0        | 9     | 9        | 4.12     | 1.07    |
| 2002       | 阪神       | 35    | 0     | 0     | 0     | 0        | 0     | 0     | 0        | --          | ----  | 117   | 27.0     | 21       | 1           | 10       | 0     | 4        | 33       | 0     | 0        | 5     | 4        | 1.33     | 1.15    |
| 2003       | 阪神       | 56    | 0     | 0     | 0     | 0        | 1     | 1     | 0        | --          | .500  | 169   | 41.1     | 26       | 2           | 14       | 2     | 6        | 31       | 0     | 0        | 16    | 15       | 3.27     | 0.97    |
| 2004       | 阪神       | 23    | 0     | 0     | 0     | 0        | 0     | 0     | 0        | --          | ----  | 67    | 9.2      | 30       | 4           | 5        | 0     | 3        | 5        | 0     | 0        | 20    | 18       | 16.76    | 3.62    |
| 2005       | 阪神       | 12    | 0     | 0     | 0     | 0        | 0     | 0     | 0        | 1           | ----  | 40    | 10.0     | 9        | 0           | 4        | 0     | 0        | 9        | 0     | 0        | 5     | 4        | 3.60     | 1.30    |
| 2006       | 阪神       | 8     | 0     | 0     | 0     | 0        | 0     | 0     | 1        | 1           | ----  | 17    | 4.1      | 3        | 0           | 2        | 0     | 0        | 3        | 0     | 0        | 0     | 0        | 0.00     | 1.15    |
| 2007       | 阪神       | 7     | 0     | 0     | 0     | 0        | 0     | 0     | 0        | 0           | ----  | 19    | 3.2      | 6        | 0           | 2        | 0     | 0        | 0        | 0     | 0        | 3     | 3        | 7.36     | 2.18    |
| 2008       | オリックス | 43    | 0     | 0     | 0     | 0        | 1     | 3     | 0        | 5           | .250  | 129   | 32.0     | 29       | 4           | 6        | 0     | 5        | 27       | 0     | 0        | 15    | 13       | 3.66     | 1.09    |
| 2009       | オリックス | 12    | 1     | 0     | 0     | 0        | 0     | 1     | 0        | 0           | .000  | 57    | 12.0     | 14       | 1           | 8        | 0     | 3        | 8        | 0     | 0        | 13    | 10       | 7.50     | 1.83    |
| 2010       | オリックス | 4     | 0     | 0     | 0     | 0        | 0     | 0     | 0        | 0           | ----  | 12    | 1.2      | 5        | 0           | 2        | 0     | 1        | 1        | 0     | 0        | 5     | 5        | 27.00    | 4.38    |
| 2011       | オリックス | 50    | 0     | 0     | 0     | 0        | 0     | 0     | 0        | 12          | ----  | 126   | 30.1     | 33       | 0           | 3        | 0     | 0        | 26       | 0     | 1        | 5     | 4        | 1.19     | 1.19    |
| 2012       | オリックス | 40    | 0     | 0     | 0     | 0        | 2     | 1     | 0        | 7           | .667  | 87    | 20.2     | 19       | 2           | 7        | 1     | 1        | 12       | 0     | 0        | 7     | 7        | 3.05     | 1.26    |
| 2013       | オリックス | 1     | 0     | 0     | 0     | 0        | 0     | 0     | 0        | 0           | ----  | 2     | 0.0      | 1        | 0           | 1        | 0     | 0        | 0        | 0     | 0        | 0     | 0        | ----     | ----    |
| 通算：14年 | 通算：14年 | 340   | 4     | 0     | 0     | 0        | 4     | 11    | 1        | 26          | .267  | 1098  | 250.2    | 259      | 21          | 85       | 3     | 27       | 197      | 4     | 3        | 123   | 109      | 3.91     | 1.37    |

### 記録
初記録
- 初登板：2000年3月31日、対横浜ベイスターズ1回戦（横浜スタジアム）、5回裏に3番手で救援登板、1回0/3を無失点
- 初奪三振：同上、5回裏に佐伯貴弘から空振り三振
- 初先発：2000年9月28日、対中日ドラゴンズ27回戦（ナゴヤドーム）、4回5失点で敗戦投手
- 初勝利：2003年4月13日、対読売ジャイアンツ3回戦（東京ドーム）、6回裏に2番手で救援登板、2回無失点
- 初ホールド：2005年4月3日、対ヤクルトスワローズ3回戦（大阪ドーム）、5回表無死に2番手で救援登板、1/3回無失点
- 初セーブ：2006年9月2日、対横浜ベイスターズ19回戦（横浜スタジアム）、9回裏に3番手で救援登板・完了、1回無失点

その他の記録
- 1イニング最多投球数：2004年4月7日、対横浜ベイスターズ2回戦（横浜スタジアム）、8回裏に64球 ※プロ野球記録
- 1球敗戦投手：2008年7月29日、対埼玉西武ライオンズ19回戦（西武ドーム）、6回裏にクレイグ・ブラゼルに左前適時打 ※史上21人目

### 背番号
- 21（2000年 - 2005年）
- 47（2006年 - 2007年）
- 48（2008年 - 2013年）

### 登場曲
- 「アポロ」ポルノグラフィティ[14]
- 「We will rock you」Queen
- 「Imma Be」Black Eyed Peas
- 「Charlie Brown」Coldplay